# Atena (grad)
Atena (grčki: Αθήνα, Athina) je glavni grad Grčke i jedan od najpoznatijih gradova u svijetu. Današnja Atena je moderan i velik grad. 2004. je imala 745.514 stanovnika. Antička Atena je bila moćan grad-država i poznati centar edukacije i znanosti. Nazvana je po božici iz grčke mitologije, Ateni. 
Atena se često naziva kolijevkom zapadne civilizacije zbog svojih kulturnih doprinosa tijekom 5. i 4. stoljeća prije Krista. Iz tog razdoblja u Ateni je ostalo mnogo antičkih zgrada, umjetničkih djela itd. Najpoznatija je Akropola, koja je priznata kao jedna od najboljih primjera klasične grčke umjetnosti i arhitekture.

## Ime
Grčko ime je bilo Αθήναι, a kad se službeno napustilo uporabu katharevouse 1970-ih, službeno je grčko ime Αθήνα (Athína).

## Geografija

### Klima
U Ateni vlada vruća stepska klima (Köppenova klasifikacija klime: BSh) s velikim padalinama između polovine listopada do polovine travnja. Ako postoje padaline tijekom ljeta, one su rijetke i u obliku su kratkotrajnog pljuska.
Proljeće i jesen se smatraju idealnim sezonama za razgledavanje grada i za sve druge aktivnosti vani. Ljeta mogu biti iznimno topla. Prosječna najviša dnevna temperatura u srpnju je 33,5 °C.
Najviša dnevna temperatura je bila 48 °C u predgrađu Atene, u Elefsini, a najniža je bila -5,8 °C u Nea Philadelphiji. Tijekom mećave koja se dogodila početkom 2004. godine, to jest najgore mećave koja je zadesila grad, temperatura je spala i na -7,9 °C.

## Antička Atena
Atena je bila jedan od najjačih polisa u Grčkoj. Svaki grčki grad ili polis bio je nezavisno središte kulturnog, političkog i trgovačkog života. Bio je okružen zidinama, imao je mjesto za zadnju obranu akropolu, a na njoj su bili smješteni hramovi vrhovnih božanstava.
Akropola je svoj konačan oblik dobila u 5 st. pr. Kr. za vrijeme vladavine jednog od najznačajnijih državnika, Perikla. U njegovo doba Atena je postala demokratska republika. Bogatašima je nametnuo visoke poreze, a novac koristio za uređenje Atene, posebice Akropole. Tada su napravljena brojna veličanstvena dijela grčke umjetnosti. Stoga se razdoblje vladavine Perikla naziva zlatnim dobom Atene. Tada su podignuti hramovi Partenon, Erehtejon, hram božice Nike i svečani ulaz Propileje. 

### Partenon
Partenon se nalazi na visoravni visokoj oko 70 m. Predstavlja glavni naglasak čitavog arhitektonskog sklopa. Vidi se iz velike udaljenosti, ali se gubi penjanjem na Akropolu i ponovo se pojavljuje stupanjem pred njega. Ulaz se nalazi sa suprotne strane pa ga je cijelog potrebno obići. Partenon je uzdužna građevina podjeljena na dva dijela cele i opistodoma. U predvorju Partenona nalazi se niski reljef koji prikazuje panatenejske svečanosti. Taj reljef izradili su Fidija i njegovi učenici između 440. i 437. g. pr. Kr. 

### Erehtejon
Erehtejon je sagrađen oko 421. g. pr. Kr. Hram je bio podjeljen na nekoliko razina zbog kosog nagiba terena. Razine su spojene stubama. Razlika u visini između svetišta Atene i nekih drugih dijelova hrama bila je i do 3 metara. Taj hram nije bio pravilnog oblika kao većina drugih hramova. U Erehtejonu nalazilo se svetište Atene, Posejdona i Erehteja.  

### Propileji
Propileji su široko stubište između dva zida. U podnožju stubišta stajalo je šest dorskih stupova povezanih gredama. Vrh stubišta završavao je visokim zidom u kojem je bio prolaz širok koliko i središnji dio stepeništa. 
Svaki je grad imao i jedan trg – agoru – koji je služio za trgovačke djelatnosti, skupove, bio je administrativno i društveno središte. U agori se odvijao svakodnevni život.

## Kulturni život
U Ateni se nalazi velik broj različitih škola i sveučilišta. Atensko sveučilište je osnovan 1837. godine, a u samom gradu se nalazi nekoliko visokih škola kao i jedna tehnička visoka škola. U gradu postoji i specijalna škola za arheološka istraživanja. Grčko nacionalno kazalište je vrlo poznato u izvođenju antičkih drama i opera. Osim toga postoji i dosta muzeja kao i kolekcija iz antičkog doba.
Atenski festival je kulturna manifestacija koja traje od sredine siječnja do sredine rujna s programom koji je protkan glazbom ali i modernim i antičkim kazališnim predstavama.

## Transport
Javni prijevoz u Ateni se sastoji od autobusa, metroa, tramvaja i gradsko-prigradske željeznice. Krajem 90-ih godina prošlog stoljeća su izgrađene nove linije podzemne željeznice koje su puštene u promet 2000. godine. Duljina svih linija metroa u Ateni je oko 91 km.
Zračna luka Elefthérios Venizélos je smještena istočno od grada, nekih 45 minuta vožnje automobilom. Zračna luka je dobila ime po Elefthériosu Venizélosu, najvažnijem grčkom političaru u periodu od 1910. do 1933. godine.

## Turizam
U Atenu dolaze mnogi turisti da bi se divili ostacima antičke kulture, ali i u kupovinu, kušanje grčkih kulinarskih specijaliteta kao i uživanju u grčkoj narodnoj glazbi. U samom gradu su održane prve Olimpijske igre modernog doba 1896. godine ali i XXVIII. Olimpijske igre 2004. godine. Turizam je vrlo bitan izvor zarade grčkog glavnog grada. 
10-ak km jugozapadno od Atene smješten je Pirej, koji je srastao s Atenom, a poznat je po najvećoj putničkoj luci u Europi iz koje ispolvljavaju brodovi prema većini grčkih otoka, ali i dalje.